# حركة الاستقلال في تركستان الشرقية

علم جمهورية تركستان الشرقية، رفع أول مرة في كاشغر في 1933.

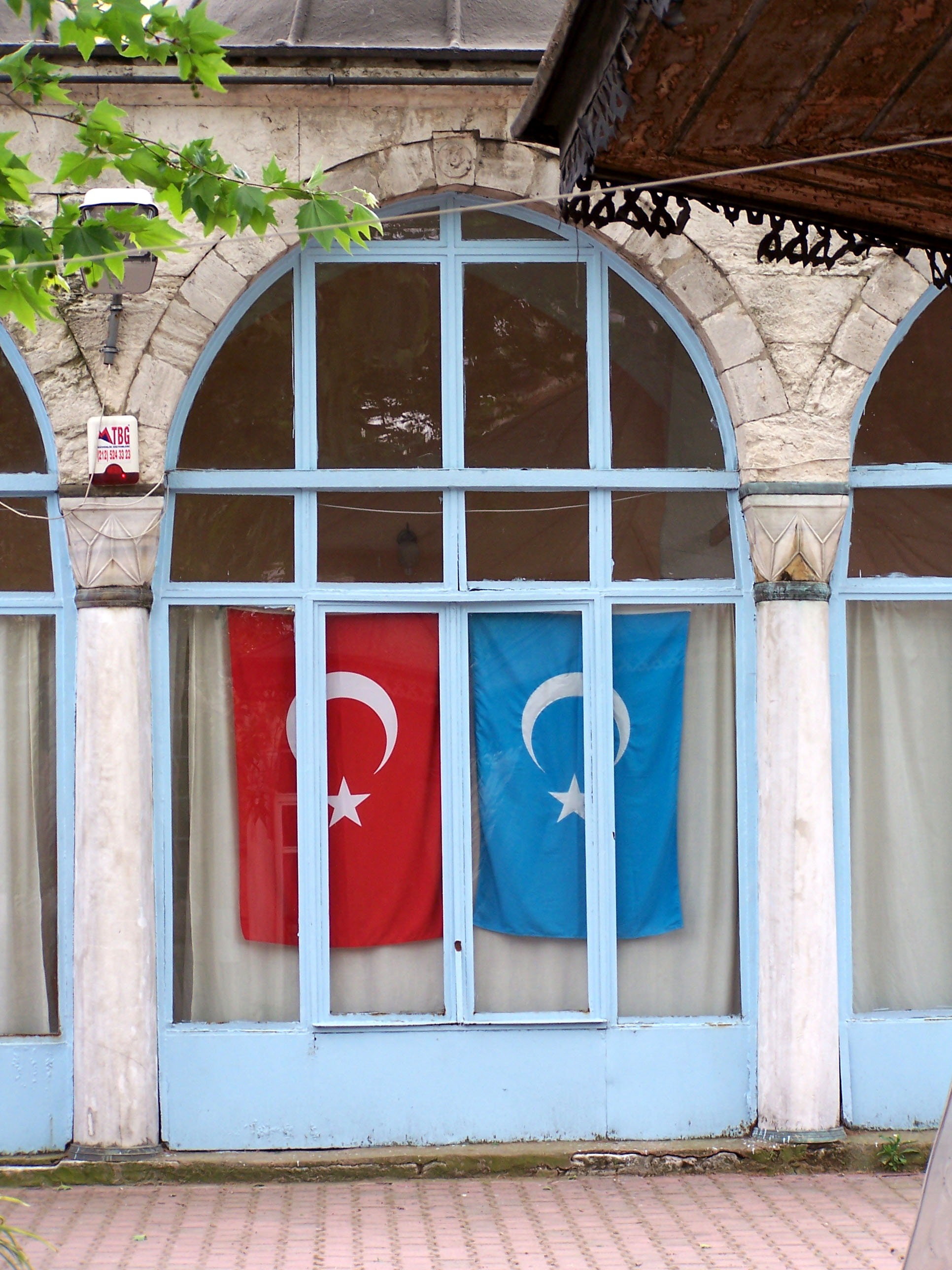
أعلام تركيا وتركستان الشرقية في المركز الوقفي الثقافي لمؤسسة تركستان الشرقية في منطقة الفاتح في إسطنبول.

علم جمهورية تركستان الشرقية الثانية.

علم الحكومة في المنفى في تركستان الشرقية.

حركة استقلال تركستان الشرقية هي المطالبة باستقلال شينجيانغ أو تركستان الشرقية عن الصين، وتسمى أيضًا أيغورستان أو تركستان الصينية. تطورت حركة الاستقلال في النصف الأول من القرن العشرين القرن على أساس الوعي الوطني للمجموعات العرقية في شينجيانغ. منذ أواخر التسعينيات، انتشر عدد متزايد من المنظمات المستقلة الأويغورية خارج الصين.
تعززت القومية التركستانية لدى الأويغور ردا على السياسة الداخلية لجمهورية الصين الشعبية، والتي دعمت تدفق السكان من قومية الهان، ونشر اللغة الصينية وإحساس الأويغور بالتباين الاقتصادي واستغلال موارد شينجيانغ لصالح الهان.

## التاريخ
في البداية، كان مصطلح تركستان يعبر عن وديان آسيا الوسطى بين نهري سير داريا وأمو داريا حيث استقر الأتراك القدماء. اليوم هو مصطلح جغرافي وسياسي للأراضي آسيا الوسطى التي يسكنها الناس من اللغات التركية. احتلت الإمبراطورية الروسية الجزء الغربي من تركستان في القرن التاسع عشر   القرن وأصبح تركستان الغربية أو تركستان الروسية. قبل القرن التاسع عشر   القرن، استخدمت مصادر صينية مصطلح شي يو "Xiyu" (البلاد الغربية) لوصف المنطقة التي ستصبح شينجيانغ أو سنجان.
قبل القرن العشرين، لم يكن لدى مدن تركستان الشرقية هوية وطنية موحدة حيث احتضنت تلك المدن الجماعات الناطقة باللغة التركية من الأيغور، والكرغيز، والأوزبك، والكازاخ، وكذلك الطاجيك الناطقين باللغة الفارسية. كانت هوية هذه المنطقة مجزأة (أو محلية)، ولكل مدينة أو قرية جذورها الخاصة بها. لعبت الاتصالات عبر الحدود مع روسيا والتبت والهند والصين دورًا مهمًا في تشكيل الهوية والممارسات الثقافية لكل «واحة».

## تاريخ الحركة

### قبل عام 1949
في العشرينات من القرن العشرين، نفى يانغ زينغشين، الحاكم العاشر لشينجيانغ، كوادر حركة الاستقلال، لكنهم عادوا إلى المنطقة في أوائل الثلاثينيات. اندلعت انتفاضة الأويغور فلاحية في هامي بشرق شينجيانغ، مما أعطى المديرين التنفيذيين للحركة الفرصة لتحقيق طموحاتهم في الاستقلال. في كاشغار، جنوب شينجيانغ، تأسست جمهورية تركستان الشرقية الأولى ولكنها استمرت ثلاثة أشهر فقط.
كانت شينجيانغ، باعتبارها مركز أوراسيا، هدفا للتنافس، كجزء من اللعبة الكبرى، بين الإمبراطوريتين الروسية والبريطانية منذ ما يقرب من قرن. خلال الثلاثينيات والأربعينيات من القرن الماضي، كثف الاتحاد السوفياتي وبريطانيا واليابان نفوذهما في المنطقة بالترويج للوحدة الإسلامية والوحدة التركية بما يخدم مصالحهما. في ثلاثينيات القرن العشرين، من أجل الحفاظ على النفوذ السوفيتي خارج الهند، دعمت بريطانيا الأويغور في كاشغار في إنشاء أول جمهورية، والتي كانت بمثابة منطقة عازلة بين القوتين. أنشأت اليابان دولة موالية في منشوريا وحاولت إقامة دولة مستقلة في شينجيانغ من خلال دعم ما تشونغ ينغ، أحد القادة من قانسو. ومع ذلك، بالاستفادة من التضاريس الجغرافية المواتية، ساند الاتحاد السوفياتي شنغ شيكاي، أحد الزعماء الصينيين في شينجيانغ في قتال ما تشونغ ينغ وإسقاط الجمهورية الأولى.
بحلول نهاية عام 1944، كانت السلطة في شينجيانغ في حالة انتقال من حاكم الإقليم شنغ شيكاي إلى حزب كومينتانغ. باستغلال الفراغ في السلطة وبمساعدة اتحاد الجمهوريات الاشتراكية السوفياتية، ثار الأويغور في إيلي وتارباغاتاي والتاي (المقاطعات الثلاث في شمال غرب شينجيانغ) ضد الكومينتانغ. أدت هذه الأحداث إلى إنشاء جمهورية تركستان الشرقية الثانية التي ظلت قائمة حتى عام 1949.
في أوائل الأربعينيات من القرن العشرين، وفي مواجهة النفوذ المتزايد للولايات المتحدة في المنطقة، وضعف نفوذ السوفييت، شجع السوفييت الوحدة الإسلامية لخدمة مصالحهم وساعدوا في إنجاح ثورة إيلي في 1944. وعين علي خان شاكر جان رئيس الجمهورية الثانية. استخدم اتحاد الجمهوريات الاشتراكية السوفياتية موقفه من القوة في شينجيانغ كأصل في المفاوضات مع الصين، والتي أدت إلى المعاهدة الصينية السوفيتية لعام 1945. تم التوقيع على المعاهدة، وتم عزل إيليهان تور المناهض للشيوعية واستعيض عنه بزعيم مسلم من الشباب الموالي للاتحاد السوفيتي، والذي سمح لستالين بالسيطرة على الجمهورية الفتية. عندما قام جيش التحرير الشعبي الصيني بمسيرة في شينجيانغ، اندمجت جمهورية تركستان الشرقية الثانية مع النظام الشيوعي الصيني، مع قبول باقي قادة الحزب الشيوعي الصيني لمناصب مهمة في الإدارة الشيوعية الصينية. في تأريخ الحزب الشيوعي الصيني، يتم تفسير ثورة إيلي المسلمة على أنها ثورة في المقاطعات الثلاث ضد كومينتانغ.